# 비너스 효과

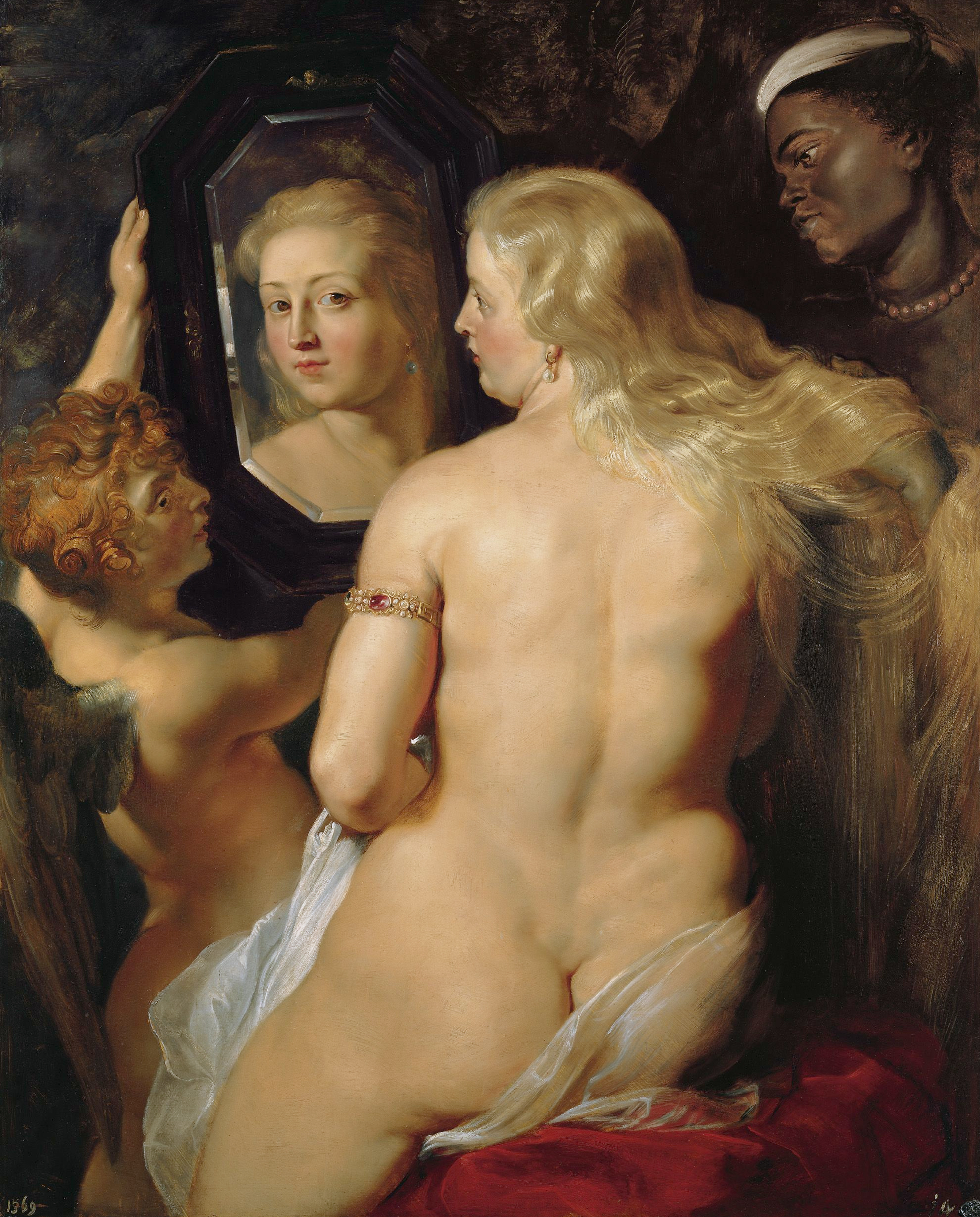

비너스 효과(Venus effect)는 대리학습에서 관찰자는 모델이 매력적일 때, 학습 효율이 떨어지게 되는 현상을 말한다.
주로 대리학습에서, 인간 관찰자는 모델이 능력 있고 매력적이고 호감이 가고 유명한 사람일 때, 모델이 이런 특성을 갖추지 않았을 때보다 더 많이 배우는 경향이 있음을 보인다. 주로 모델의 특성은 관찰자의 주의를 끌기에 관찰자의 학습에 영향을 주는데, 모델의 지위, 호감도, 나이, 성별, 능력 및 기타 특성들이 대리학습에 영향을 미치는 주된 요소이다. 모델에게 주의를 더 많이 기울일수록 관찰자가 모델의 행동으로부터 더 많은 것을 학습할 가능성이 높은 것이다.
또한 모델의 특성은 모방하려는 경향성에도 강한 영향을 미친다. 매력적이거나 힘이 있거나 매우 인기 높은 모델은 그렇지 않은 모델보다 모방될 가능성이 훨씬 높다. 그렇기에 유명인사들은 모방의 대상이 되는 것이다. 인기 높은 연예인들의 헤어스타일, 옷, 언어, 그리고 사회적 행동은 그 팬들 사이에 쉽게 퍼지는 것을 발견할 수 있다.
하지만, 비너스 효과는 일반적인 대리학습에서의 모델의 매력도가 학습의 효율을 높인다는 기존의 이론과 반대되는데, 여기에는 학습자의 정서적 각성이 학습에 영향을 미칠 수 있다는 사실을 반영했기 때문이다.
Warden과 Jackson(1935)은 원숭이 한 마리를 문제를 풀도록 훈련시키고 나서 다른 원숭이들에게 이 모델의 경험으로부터 배울 수 있는 기회를 주었다. 관찰한 원숭이 여러 마리는 그렇게 했지만, 몇 마리는 문제에 또는 모델이 어떻게 그 문제를 해결하는지에 별로 또는 전혀 주의를 집중하지 않았다. 말 안 듣는 이 동물들은 다른 종류의 문제에 관심 있는 것으로 보였다. 연구자들에 따르면, 예컨대 H란 동물은 "[모델]에게 성적 관심을 보였다. 즉 그 모델에게 자신을 보여주었고 문제는 무시했으며 [모델] 근처의 칸막이 앞에 앉아 있었다." 다른 고약한 원숭이 한 마리에 대해서는 연구자들이 단순히 '성적 흥분이 뚜렷함'이라고 적었고, 또 다른 원숭이는 '자위행위를 빈번하게 했고 문제를 무시했다'라고 지적했다.
관찰자의 정서 상태가 심한 방해가 된다는 사실은 이들의 수행을 주의가 덜 산만했던 동물들과 비교해 보면 금방 분명해진다.
즉, 대리 학습에 있어서 모델의 일정 수준 이상의 매력도는 학습자(관찰자)의 정서적 각성 수준을 높여 학습에 대한 주의를 방해하게 되어, 학습의 효율을 떨어뜨리는 결과를 초래하게 되는 것이다.

## 참고 문헌
- Paul Chance, 학습과 행동, 시그마프레스